# 머더 1600
《머더 1600》(영어: Murder at 1600)은 미국에서 제작된 드와이트 H. 리틀 감독의 1997년 액션 스릴러 영화이다. 웨슬리 스나이프스, 다이앤 레인, 앨런 알다 등이 출연하였고, 아널드 코펄슨 등이 제작에 참여하였다.

## 줄거리
일단의 미국 군인들이 북한에 포로로 잡히지만 대통령은 제2의 6.25 전쟁이 발발할 것을 우려해 군대 파견을 원치 않는다. 이에 국내외 정세 위기가 고조되는 가운데 한 젊은 백악관 여성 직원의 시체가 백악관 화장실에서 발견된다.
형사 할런 리지스는 비밀 경호국의 방해에도 굴하지 않고 조사를 진행하던 중 요원 니나 챈스에게서 긴밀한 도움을 받게 된다. 둘은 공조 중 해당 살인 사건이 다른 뭔가를 덮으려는 시도임을 알게 되고, 차츰 진범의 정체에 다가간다.

## 출연진
- 웨슬리 스나이프스 - 할런 리지스 형사 역
- 다이앤 레인 - 비밀 경호국 요원 니나 챈스 역
- 대니얼 벤잘리 - 비밀 경호국 요원 닉 스파이킹스 역
- 데니스 밀러 - 스텡걸 형사 역
- 앨런 알다 - 국가 안보 보좌관 앨빈 조던 역
- 로니 콕스 - 대통령 잭 닐 역
- 다이앤 베이커 - 대통령 배우자 키티 닐 역
- 테이트 도너번 - 대통령 아들 카일 닐 역
- 해리스 율린 - 클라크 털리 장군 역
- 니컬러스 프라이어 - 폴 모런 역
- 찰스 로킷 - 제프리 아서 브로즈 역
- 조지 R. 로버트슨 - 맥 폴스 역
- 태머라 고스키 - 바의 젊은 여성 역

## 기타 제작진
- 공동 제작: 랠프 S. 싱글턴
- 배역: 어맨다 매키 존슨, 캐시 샌드리치
- 미술: 넬슨 코츠
- 의상: 데니즈 크로넌버그

## 우리말 녹음
KBS 성우진 (2000년 1월 15일)
- 김영민 - 리지스(웨슬리 스나이프스)
- 차명화 - 챈스(다이앤 레인)
- 김환진 - 스텡걸(데니스 밀러)
- 최흘 - 대통령(로니 콕스)
- 안종국 - 경호실장(대니얼 벤잘리)
- 조달호
- 송두석
- 김정미
- 김태웅
- 홍승섭
- 한호웅
- 양정애
- 김승태